# Distretto di Náchod
Il distretto di Náchod (in ceco okres Náchod) è un distretto della Repubblica Ceca nella regione di Hradec Králové. Il capoluogo di distretto è la città di Náchod.

## Geografia antropica
Il distretto conta 78 comuni:

### Città
- Broumov
- Červený Kostelec
- Česká Skalice
- Hronov
- Jaroměř
- Meziměstí
- Náchod
- Nové Město nad Metují
- Police nad Metují
- Stárkov
- Teplice nad Metují

### Comuni mercato
- Machov
- Nový Hrádek
- Velké Poříčí

### Comuni
- Adršpach
- Bezděkov nad Metují
- Bohuslavice
- Borová
- Božanov
- Brzice
- Bukovice
- Chvalkovice
- Černčice
- Červená Hora
- Česká Čermná
- Česká Metuje
- Dolany
- Dolní Radechová
- Hejtmánkovice
- Heřmanice
- Heřmánkovice
- Horní Radechová
- Hořenice
- Hořičky
- Hynčice
- Jasenná
- Jestřebí
- Jetřichov
- Kramolna
- Křinice
- Lhota pod Hořičkami
- Libchyně
- Litoboř
- Martínkovice
- Mezilečí
- Mezilesí
- Nahořany
- Nový Ples
- Otovice
- Provodov-Šonov
- Přibyslav
- Rasošky
- Rožnov
- Rychnovek
- Říkov
- Sendraž
- Slatina nad Úpou
- Slavětín nad Metují
- Slavoňov
- Studnice
- Suchý Důl
- Šestajovice
- Šonov
- Velichovky
- Velká Jesenice
- Velké Petrovice
- Velký Třebešov
- Vernéřovice
- Vestec
- Vlkov
- Vršovka
- Vysoká Srbská
- Vysokov
- Zábrodí
- Zaloňov
- Žďár nad Metují
- Žďárky
- Žernov